# Bezirk Prizren
| Rajoni i Prizrenit (albanisch) Prizrenski okrug/Призренски округ (serbisch) | Rajoni i Prizrenit (albanisch) Prizrenski okrug/Призренски округ (serbisch) |
| Lage des Bezirks im Kosovo (anklickbare Karte)                              | Lage des Bezirks im Kosovo (anklickbare Karte)                              |
| --------------------------------------------------------------------------- | --------------------------------------------------------------------------- |
| Staat                                                                       | Kosovo                                                                      |
| Fläche:                                                                     | 1.739 km²                                                                   |
| Einwohner                                                                   | 331.670                                                                     |
| Bevölkerungsdichte                                                          | 237.4 km²                                                                   |
| Bezirkshauptstadt                                                           | Prizren                                                                     |
| Gemeinden                                                                   | 7                                                                           |
| Dorf                                                                        | 195                                                                         |
| Kfz-Kennzeichen                                                             | 04                                                                          |

Der Bezirk Prizren (albanisch Rajoni i Prizrenit, serbisch Призренски округ Prizrenski okrug) ist einer der sieben kosovarischen Bezirke und liegt im Süden des Kosovo.
Für den Bezirk Prizren gilt die 04 als kosovarisches Kennzeichen. Der Sitz des Bezirkes ist Prizren.

## Gemeinden
Der Bezirk Prizren beinhaltet sieben Gemeinden und 195 Dörfer.
| Gemeinde       | Verwaltungssitz | Bevölkerung (2011) | Fläche (km²) | Bevölkerungsdichte (km²) | Dörfer |
| -------------- | --------------- | ------------------ | ------------ | ------------------------ | ------ |
| Prizren        | Prizren         | 177.781            | 284          | 626.0                    | 74     |
| Suhareka       | Suhareka        | 59.722             | 306          | 178.5                    | 42     |
| Malisheva      | Malisheva       | 54.613             | 361          | 165.4                    | 43     |
| Dragash        | Dragash         | 33.997             | 435          | 78.2                     | 35     |
| Mamusha        | Mamusha         | 5.507              | 11           | 500.6                    | –      |
| Bezirk Prizren |                 | 331.670            | 1.397        | 237.4                    | 195    |